# Шарабурін Іван Андрійович
Іван Андрійович Шарабурін (1901, село Полинь Рославльського повіту Смоленської губернії, тепер Смоленської області, Російська Федерація — ?) — радянський діяч органів державної безпеки, 3-й секретар ЦК ЛКСМУ, 1-й секретар Лисянського районного комітету КП(б)У Київської області. 

## Біографія
Закінчив три класи заводської школи.
З квітня 1916 по вересень 1918 року — помічник ливарника на Катеринославському трубному заводі. З вересня 1918 по
серпень 1919 року — молотобоєць приватної кузні в Катеринославі. З вересня 1919 по лютий 1920 року — робітник з ремонту мостів у Катеринославі. З березня 1920 по вересень 1921 року — помічник ливарника на Катеринославському трубному заводі.
Член РКП(б) з 1921 року.
У жовтні 1921 — квітні 1922 року — слухач партійних курсів при Комуністичному університеті імені Свердлова в Москві.
З травня по вересень 1922 року — секретар комсомольського осередку на Катеринославському трубному заводі. З вересня 1922 по серпень 1923 року — співробітник профспілкової організації молоді районного комітету металістів у Катеринославі. З вересня 1923 по квітень 1924 року — секретар Кайдацького районного комітету комсомолу (ЛКСМУ) міста Катеринослава. З травня 1924 по квітень 1925 року — співробітник профспілкової спілки молоді Катеринославської міської професійної ради.
У травні 1925 — березні 1927 року — 3-й секретар ЦК ЛКСМУ.
З травня 1927 по січень 1928 року — інструктор Кайдацького районного комітету КП(б)У міста Дніпропетровська.
У лютому 1928 — січні 1929 року — секретар Юр'ївського районного партійного комітету КП(б)У Дніпропетровської округи.
З лютого 1929 по січень 1930 року — секретар оперативного пункту районного комітету металістів у Дніпропетровську. З лютого по жовтень 1930 року — завідувач організаційного відділу партійного комітету КП(б)У заводу імені Петровського в Дніпропетровську.
У листопаді 1930 — квітні 1933 року — завідувач агітаційно-масового відділу Дніпропетровського міського комітету КП(б)У.
З травня 1933 по лютий 1935 року — начальник політичного відділу Пальмирської машинно-тракторної станції (МТС) Київської області.
У лютому 1935 — 1937 року — 1-й секретар Лисянського районного комітету КП(б)У Київської області.
З 1937 року — на роботі в НКВС. З 15 травня 1937 по 20 квітня 1938 року — помічник начальника 3-го відділу УДБ УНКВС Київської області. З 20 квітня по 10 травня 1938 року — заступник начальника 3-го відділу УДБ УНКВС Київської області.
З 10 по 17 травня 1938 року перебував на посаді т.в.о. начальника політичного відділу Управління робітничо-селянської міліції (УРСМ) НКВС УРСР. З середини травня 1938 по листопад 1939 року — начальник політичного відділу Управління робітничо-селянської міліції (УРСМ) НКВС УРСР, одночасно заступник начальника УРСМ НКВС УРСР з політичної частини. У серпні 1938 року — в.о. начальника УРСМ НКВС УРСР. У листопаді 1939 року дістав сувору партійну догану «за притуплення політичної пильності».
28 листопада 1939 — 20 липня 1940 року — начальник 2-го відділку 3-го спецвідділу УНКВС Волинської області. З липня 1940 по квітень 1941 року — т.в.о. помічника начальника Луцького районного відділу НКВС, а з 12 квітня 1941 року — помічник начальника Луцького районного відділу НКДБ Волинської області.
Наприкінці грудня 1941 року був відряджений до Особливого відділу НКВС Московського військового округу.
На грудень 1956 року — співробітник Управління КДБ по Брянській області.
З березня 1978 року — персональний пенсіонер союзного значення. Подальша доля невідома. 

## Звання
- старший лейтенант державної безпеки (23.04.1937)
- майор державної безпеки (на 1943)
- підполковник державної безпеки (на 1944)

## Нагороди
- орден «Знак Пошани» (20.09.1943)
- медаль «За бойові заслуги» (17.07.1944)
- медалі